# Allsvenskan i handboll för damer 1980/1981
Allsvenskan i handboll för damer 1980/1981 vanns av Stockholmspolisens IF. Stockholmspolisens IF vann sedan också slutspelet och blev svenska mästare.

## Sluttabell
Grundserien
| Nr | Lag                         | Matcher | Vinst | Oavgjort | Förlust | Målskillnad | Poäng |
| -- | --------------------------- | ------- | ----- | -------- | ------- | ----------- | ----- |
| 1  | Stockholmspolisens IF       | 18      | 18    | 0        | 0       | 449 - 254   | 36    |
| 2  | Irsta HF Västerås           | 18      | 13    | 3        | 2       | 362 - 252   | 29    |
| 3  | Göteborgs Kvinnliga IK      | 18      | 9     | 2        | 7       | 287 -269    | 20    |
| 4  | IF Skade Gävle              | 18      | 8     | 3        | 7       | 286 -312    | 19    |
| 5  | Huddinge HK                 | 18      | 7     | 2        | 9       | 305 - 295   | 16    |
| 6  | Borlänge HK                 | 18      | 7     | 1        | 10      | 277 - 291   | 15    |
| 7  | HK Linne Lidköping          | 18      | 5     | 4        | 9       | 302 - 412   | 14    |
| 8  | Skånela IF Märsta           | 18      | 5     | 2        | 11      | 237 - 291   | 12    |
| 9  | Kvinnliga IK Sport Göteborg | 18      | 5     | 2        | 11      | 239 - 309   | 12    |
| 10 | IK Ymer Borås               | 18      | 3     | 1        | 14      | 262 - 321   | 7     |

## Slutspelet om Svenska Mästerskapet (inomhus)
Spelades mellan de fyra högst placerade lagen.
Semifinaler: (bäst av tre)
24 mars 1981   Irsta HF Västerås - Stockholmspolisens IF 14-18
24 mars 1981   Göteborgs kvinnliga IK - IF Skade Gävle  14 -18
26 mars 1981   Stockholmspolisens IF - Irsta HF Västerås 22 -13
26 mars 1981   IF Skade Gävle - Göteborgs Kvinnliga IK  14 - 17
29 mars 1981   IF Skade Gävle -  Göteborgs Kvinnliga IK  20 -19 (efter 2 förlängningar
Final
31 mars 1981   Stockholmspolisens IF - IF Skade Gävle 27 - 11
2 april 1981      IF Skade Gävle - Stockholmspolisens IF 13 - 24
Mästare
Stockholmspolisens IF : Harriet Liestam, Lena Wiklund, Eja Magnusson, Titti Månsson, Inga-Lill Eriksson, Agneta Kampenborg, Ann-Marie Westerberg, Gunilla Eriksson, Ann-Britt Carlsson, Eva Älgekrans, Eva Thurn, Lena Högdahl, Catarina Bergström